# Komsomolets

Locatie van Komsomolets binnen Noordland

Komsomolets (Russisch: Комсомолец) is het noordelijkste en op twee na grootste eiland van de Russische archipel Noordland (Severnaja Zemlja) in het Russische deel van de Noordelijke IJszee, tussen de Karazee in het westen en de Laptevzee in het oosten. Aan noordwestzijde wordt het gescheiden van Schmidt door de Straat Belobrov (ca. 30 km), aan zuidwestzijde van Pionier door de Straat Joeny (ca. 5 km), aan zuidzijde van Oktoberrevolutie door de Rode Legerstraat (ca. 4 km). Het noordelijkste punt van het eiland en heel Azië wordt gevormd door de Arctische Kaap (990 kilometer van de Noordpool), die tevens de grens tussen de Karazee en de Laptevzee markeert.

## Geografie
Het eiland heeft een oppervlakte van ongeveer 9.000 km² en de hoogste pieken reiken tot een hoogte van 781 meter. De kust van het eiland wordt met name aan westzijde sterk ingesneden door baaien, waarvan de Zjoeravljovbaai de grootste is. Aan oostzijde bevindt zich de langwerpige Krenkelbocht.
Ongeveer 65% van het eiland is bedekt met gletsjers. De Academie van Wetenschappengletsjer (lednik Akademii Naoek), de grootste gletsjer (of ijskap) van Rusland, bedekt het grootste deel van het eiland (5.575 km²). Deze ijskap vormt een koepelvormige ijsmassa van ruim 800 meter dikte, die tot 781 meter boven de zeespiegel uitsteekt en waarvan de basis voor een groot deel (ongeveer 200 kilometer) doorloopt boven en onder de zee, met name aan de west-, zuidoost- en zuidkust. Een kleinere gletsjer, de 'Afdelingsgletsjer' (lednik Otdelny) bevindt zich aan zuidwestzijde van het eiland. Tussen beide gletsjers liggen een aantal meren, waarvan Rastoesjtsjeje, Oeglovoje, Geografof en Moetnoje de grootste zijn. Aan noordzijde van het eiland, ten zuiden van de Arctische Kaap ligt de kleine Poolgletsjer (lednik Poljarny), die in de stalinistische periode net als de kaap 'Molotov' heette.
De bodem van het eiland bestaat uit leem- en zandgronden. Het noordelijke deel van het eiland (een derde van het oppervlak) is ijsvrij en bestaat uit een laaggelegen kustvlakte, die deels uit poolwoestijn bestaat en deels wordt overgroeid door verspreide toendravegetatie (mossen en korstmossen).
Rondom het eiland liggen een groot aantal kusteilanden, waarvan de Izvestnjakovye-eilanden (aan zuidzijde, in de Straat Rode Leger) en de Demjan Bedny-eilanden (vernoemd naar de Sovjet-Russische dichter Demjan Bedny) de grootste zijn. De laatste bestaat van noordwest naar zuidoost uit de eilanden Kolobok, Severny, twee naamloze eilandjes, Tsjervjak, Oetenok (hoogste punt op 13 meter), Raketa, Glavny, Kolokol en Krajni. Aan westzijde van Komsomolets, in de Zjoeravljovbaai liggen verder de eilanden Sjar en Soerovy en aan zuidoostzijde het eiland Matsjtovy.

## Geschiedenis
Het eiland werd voor het eerst onderzocht door de expeditie van Georgi Oesjakov en Nikolaj Oervantsev tussen 1930 en 1932. De namen van de andere eilanden werden afgeleid van belangrijke gebeurtenissen en bewegingen van de Russische Revolutie in 1917. Dit eiland werd genoemd naar een lid van de Communistische Jeugdunie, de Komsomol. In 2005 werd een poging gedaan om dit en andere eilanden van de archipel te hernoemen tot de namen van de laatste tsarenfamilie (voor dit eiland was de naam 'Heilige Maria'/Svjataja Maria voorzien), hetgeen in 2007 werd geblokkeerd door het huis van afgevaardigden van de kraj Krasnojarsk.
Bolsjevik · Klein-Tajmyr · Komsomolets · Kroepskoj · Oktoberrevolutie · Pionier · Schmidt · Sedov-archipel · Starokadomski